# Kluknava
Kluknava (em alemão: Kluckenau; em húngaro: Kluknó) é um município da Eslováquia, situado no distrito de Gelnica, na região de Košice. Tem 33,95 km² de área e sua população em 2018 foi estimada em 1.581 habitantes.

## Demografia
| Ano:        | 1994 | 2004   | 2014   | 2024   |
| ----------- | ---- | ------ | ------ | ------ |
| Broj ljudi: | 1757 | 1642   | 1590   | 1530   |
| Razlika:    |      | -6,54% | -3,16% | -3,77% |

| Ano:               | 2023 | 2024   |
| ------------------ | ---- | ------ |
| Número de pessoas: | 1525 | 1530   |
| Diferença:         |      | +0,32% |